# Archivage
L'archivage est un ensemble d'actions  qui a pour but de garantir l'accessibilité à long terme d'informations (dossiers, documents, données) que l'on doit ou souhaite conserver pour des raisons juridiques, historiques ou culturelles. Il comprend à la fois des règles (procédures), des compétences et des infrastructures.
Généralement l'archivage concerne des processus administratifs. Selon le support de l'information, on précisera s'il s'agit d'archivage électronique, d'archivage audiovisuel, d'archivage du Web, d'archivage de la presse, etc.

## Buts de l'archivage
Ce processus comprend le contrôle du cycle de vie des dossiers, leur évaluation pour déterminer lesquels conserver pendant combien de temps et à quel moment les éliminer ou les verser dans un système adéquat, leur versement dans un espace de stockage spécifique, leur préservation (conservation à long terme et sécurité), leur description, leur consultation (accès, diffusion) et leur valorisation.
En plus de la gestion des archives proprement dites, l'archivage se préoccupe aussi d'organiser en amont la gestion des documents d'archives chez les producteurs (Records management), afin de contrôler l'intégralité du cycle de vie des dossiers jusqu'à leur élimination ou leur entrée dans le système d'archivage (par versement) et par conséquent la qualité de ceux-ci et de leurs métadonnées dès leur création.

## Fonctions de l'archivage

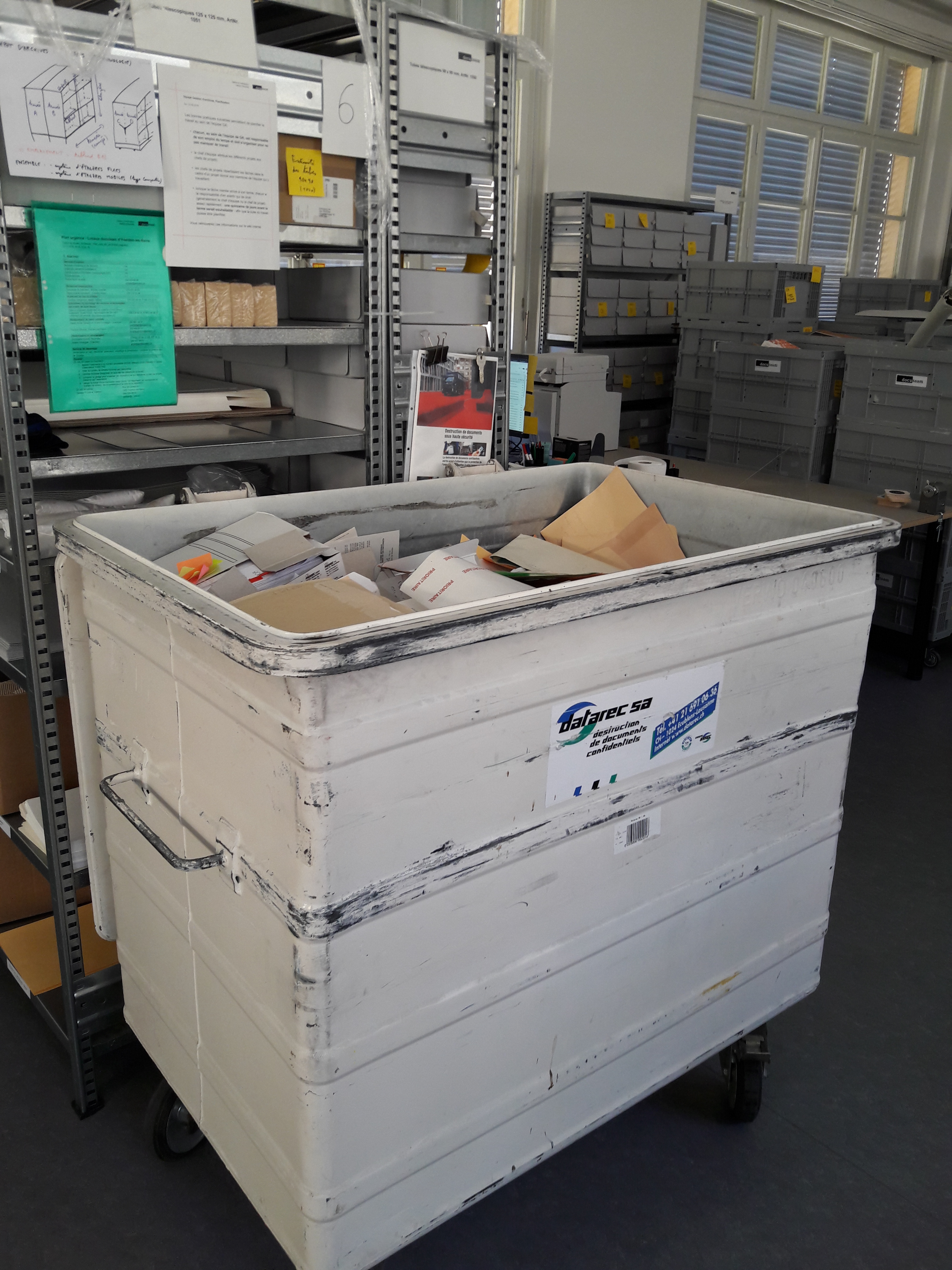
Élimination.

### Records management
Le contrôle de la production de l'information, son évaluation, l’acquisition et la collecte des documents, activités connues sous le terme anglais de Records management, consistent en particulier à :
- assister les producteurs d'information dans la création et le classement de leurs dossiers afin de garantir que l’information soit intègre, authentique, fiable et exploitable pendant tout son cycle de vie (activités de conseil et de formation),
- évaluer scientifiquement les dossiers en déterminant par des règles de conservation le sort final des dossiers (à savoir lesquels ont une valeur archivistique ou non),
- au terme de leur délai de conservation, organiser l'élimination des dossiers sans valeur archivistique et verser aux archives historiques tous les dossiers dont on a déterminé qu'ils ont une valeur archivistique,
- si besoin ou souhait de l'organisation, acquérir des archives privées (démarche prospective, conventions de don ou de dépôt).

### Traitement

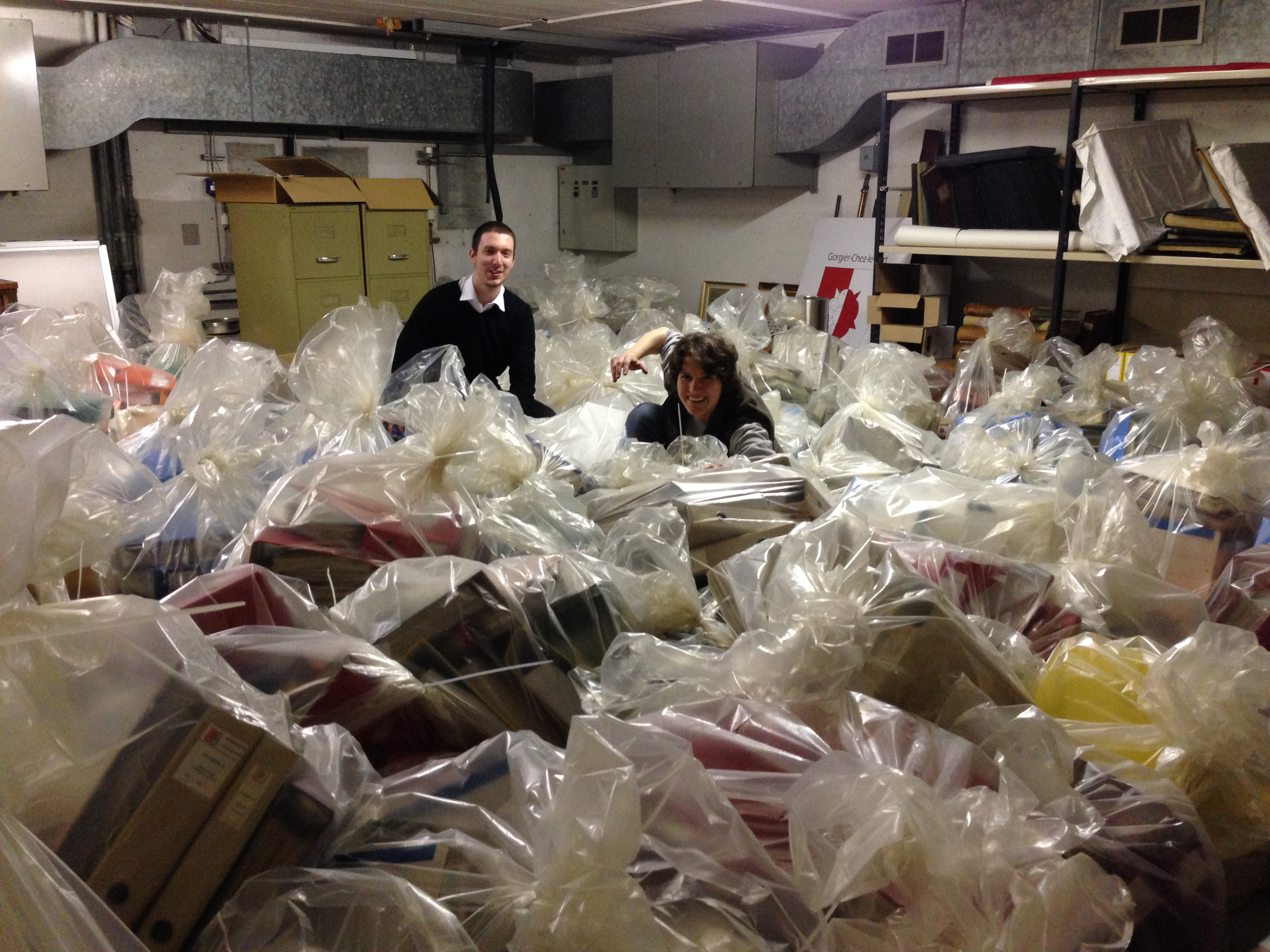
Tri (évaluation) d'archives communales.

Le traitement archivistique concerne le tri, le reconditionnement, et la description des documents. Il s'agit de :
- trier les unités documentaires (dossiers, documents, etc.) pris en charge, les reconditionner dans du matériel prévu pour la conservation à long terme, contrôler la validation des données électroniques et leur migration dans des formats adaptés à l'archivage[1],
- décrire les unités documentaires (dossiers, documents, etc.) dans des instruments de recherche (inventaires, répertoires, etc.) afin qu'on puisse retrouver facilement l'information dont on a besoin,
- éventuellement reproduire (migrer pour les documents électronique) l'information sur un support/format pérenne ;

### Préservation

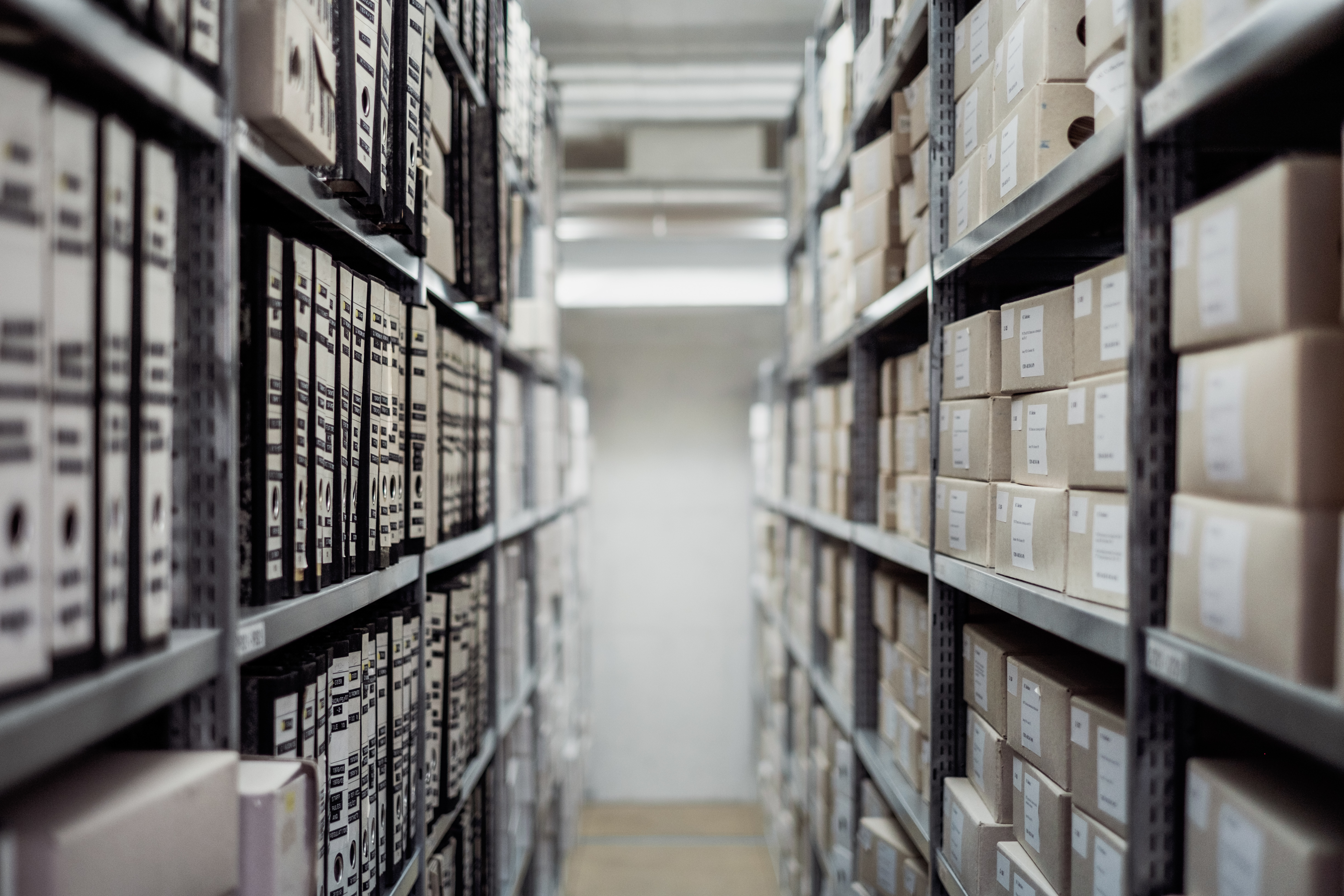
Archives du CERN.

La conservation des documents concerne le long terme et la prévention des sinistres :
- protéger préventivement les dossiers de tout ce qui pourrait menacer leur intégrité, que ce soit des détériorations dues à des causes naturelles (feu, dégâts des eaux, micro-organismes, etc.), à des actes de malveillance ou à l’obsolescence technologique (utilisation d’espaces de conservation analogiques ou électroniques appropriés et contrôlés),
- faire réparer les éventuelles dégradations de support (restauration, migration informatique).

### Diffusion

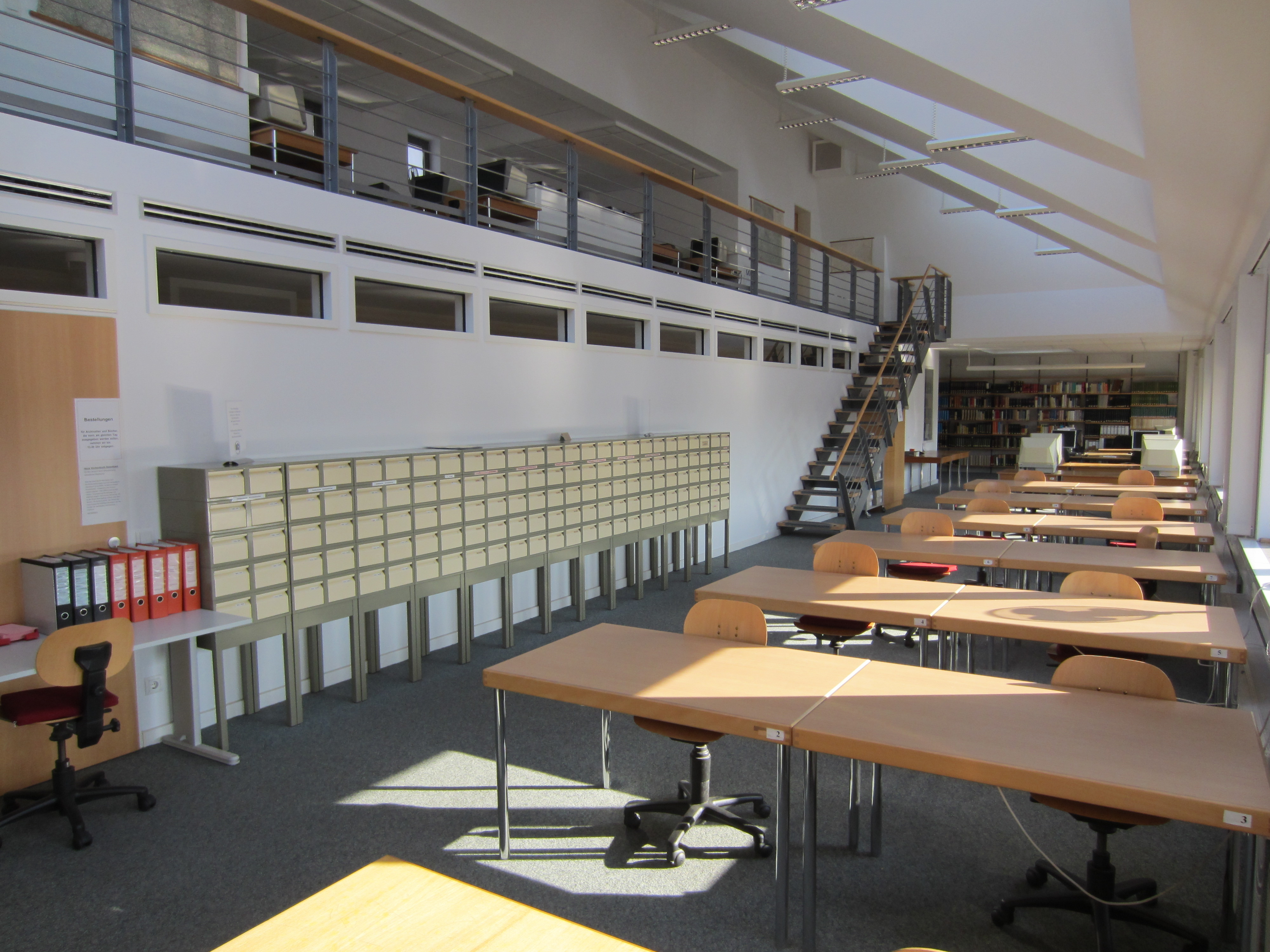
Salle de consultation à Berlin.

La diffusion de l'information sur les archives concerne leur accès et leur valorisation, la communication et la médiation :
- contrôler l'accès aux informations personnelles et sensibles (sous délai de protection),
- rendre matériellement et intellectuellement possible la consultation du contenu des documents (données et/ou support) aux personnes autorisées,
- faire connaître l'existence des informations conservées en fournissant des renseignements à leur sujet et en les valorisant (publications, reproductions, expositions et autres utilisations secondaires).

### Administration
L’administration d'un service d'archives consiste à :

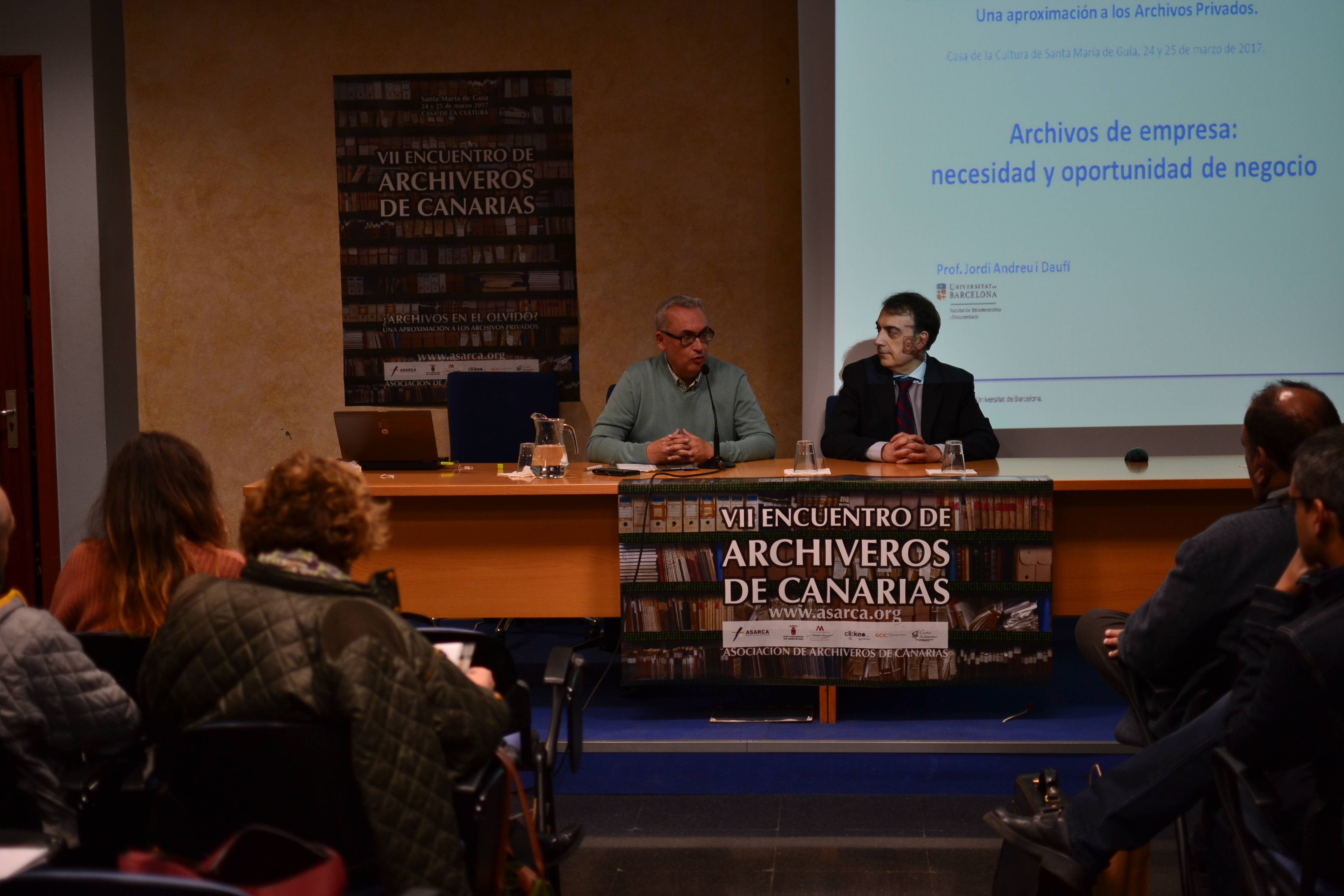
Conférence de Jordi Andreu i Daufi lors d’une rencontre d'archivistes des Canaries, mars 2017.

- gérer le service, en particulier les ressources financières, humaines, matérielles (achat de matériel de reconditionnement) et immobilières (gestion des locaux et espaces de stockage).

### Réseautage et veille
Les archivistes sont amenés à :
- se tenir au courant des nouveautés légales, techniques, organisationnelles,
- participer à des groupes de travail,
- suivre des formations.

### Évolutions
Aujourd’hui, l’archivage reste un domaine très important dans les différentes organisations, mais aussi en constante évolution. En effet, les pratiques évoluent avec leur temps. C’est pourquoi nous entendons parler d’archivage numérique. Cette pratique est utilisée par presque l’ensemble des administrations, des entreprises et des associations. Elle permet une meilleure efficacité dans la recherche d’une information, mais aussi une meilleure organisation des outils numérique que nous pouvons utiliser au quotidien, dans le cadre professionnel et/ou privé. Des logiciels sont créés à cet effet et peuvent permettre une centralisation des données dans une organisation. Cette évolution permet la diffusion des savoirs et redéfinit les enjeux contemporains de l’archivage. Bien sur ce changement de pratiques, amène une réflexion sur le droit gravitant autour de l’archivage, la gestion des accès et les nouveaux métiers de l’archivage. À qui allons-nous confier cette tâche au sein d’une organisation ? Quel budget voulons-nous consacrer à l’archivage numérique ? Comment former les employés à cette pratique ? 
En fin de compte, l’archivage numérique peut être retrouvé à plusieurs endroits différents : mail, bureau d’ordinateurs, téléchargements, intranet,…. Ce que rend une gestion dense de l’information et sans vigilance de la part du gestionnaire de cette information, très rapidement délicat à comprendre.  
L’archivage est souvent une partie cachée du travail d’une organisation, que ce soit papier ou numérique, mais pourtant garde une grande importance dans la gestion d’une organisation, qui se doit de suivre les évolutions des techniques de l’archivage (numérisation des documents papier, nouveaux logiciels, nouvelles normes,…).